# Fédération rurale du Reich
La Fédération rurale du Reich (RLB) est le groupe d'intérêt le plus important de l'agriculture allemande sous la République de Weimar.

## Histoire
La Fédération rurale du Reich est créé en 1921 par la fusion des deux grandes associations agricoles protestantes de droite, la Fédération des agriculteurs (BdL) et l'Union paysanne pour l'Autriche, afin de représenter plus efficacement les intérêts agricoles - par exemple dans les questions d'économie forcée – pouvoir s’imposer face aux forces de renforcement du monde du travail et de la grande industrie. La Fédération rurale du Reich est l'association d'agriculteurs allemands la plus influente de la République de Weimar. La direction suit une voie antidémocratique et nationaliste en rejetant la République de Weimar, tout en préservant autant d'influence que possible dans le cadre du système existant, en particulier pour les grands agraires et les Junkers de l'Est de l'Elbe. Les grands agriculteurs de l'Est de l'Elbe sont bien représentés dans les organes de direction. Les domaines d'intervention particuliers de l'association sont la Poméranie, le Brandebourg, la Silésie, la Thuringe, l'Est du Hanovre et la Hesse. La Fédération rurale du Reich n’a pu s’implanter que dans les régions catholiques du Reich. L'association des associations d'agriculteurs allemands (de) y domine.
La Fédération rurale du Reich créé une organisation distinctive avec un siège puissant et de nombreux journaux. En 1928, 190 organes de presse sont proches de la fédération et appartiennent même à celle-ci ou à ses associations membres. En 1924, il existe déjà environ 500 bureaux de district. Cela signifie qu'une grande partie de la population agricole des bastions qui n'est pas membre de la Fédération rurale du Reich peut être fortement influencée.
Politiquement, après sa fondation, la Fédération rurale du Reich est avant tout proche du Parti national populaire allemand (DNVP), anti-républicain. L'association soutient ce parti particulièrement fortement lors des élections du Reichstag de 1924, mais encourage également les candidatures de membres de haut rang d'autres partis de droite, principalement du Parti populaire allemand (DVP). Lors de l'élection présidentielle du Reich en 1925, la Fédération rurale du Reich soutient l'élection de Paul von Hindenburg. Au milieu des années 1920, les principaux membres de la Fédération rurale du Reich sont représentés au gouvernement par le biais du DNVP. Mais cette phase de collaboration ne dure que peu de temps. Les conflits douaniers et la crise agricole accroissent l'éloignement de l'État et de la république. Le soutien du gouvernement a entraîné une perte massive d'adhérents, notamment en Hesse et en Silésie. Les responsables des associations foncières sont largement impliqués dans le mouvement populaire rural (de) en 1927/28. Cependant, plusieurs dirigeants de la fédération se séparent du DNVP, comme Karl Hepp (de), l'un des présidents, ou Ernst Höfer (de), président de la fédération rurale de Thuringe, et fondent le Parti chrétien-national des paysans et des fermiers (CNBLP), qui se rebaptise Parti allemand des fermiers en 1930. Le nouveau parti remporte 10 sièges au DNVP lors des élections au Reichstag de 1928. Cela entraîne des turbulences considérables au sein de la Fédération rurale du Reich. La lutte contre d'autres organisations paysannes est en grande partie stoppée. Afin d'acquérir une plus grande influence dans la crise agricole et économique mondiale, la Fédération rurale du Reich devient le moteur de la création d'une organisation faîtière pour toutes les associations d'agriculteurs. En 1929, le Front Vert voit le jour.
En 1929, la Fédération rurale du Reich soutient le référendum contre le plan Young (de) initié par le DNVP, le NSDAP et d'autres associations de droite. Par l'intermédiaire de son membre dirigeant Martin Schiele, la Fédération rurale du Reich participe au gouvernement de Heinrich Brüning, qui conduit à l'expulsion de Schiele du DNVP et aide le Parti allemand des fermiers (CNBLP) à réaliser de gros gains lors des élections au Reichstag de 1930. Cependant, à mesure que le NSDAP fait de grands progrès dans le développement de « l'appareil politique agraire (de) », notamment dans les campagnes, les nationaux-socialistes gagnent de plus en plus d'influence au sein de la Fédération rurale du Reich. Dès octobre 1930, Martin Schiele doit démissionner de son poste de président de la Fédération rurale du Reich et le nouveau conseil d'administration se déplaça plus à droite. Les partisans de Schiele sont repoussés et les nationaux-socialistes gagnèrent du terrain. D'autres groupes de la Fédération rurale du Reich pensent qu'ils peuvent retrouver l'influence perdue dans le domaine de l'agriculture grâce à une alliance avec le NSDAP. L'agitation de l'association contre le gouvernement Brüning, la démocratie et la République de Weimar s'intensifie, de sorte que la Fédération rurale du Reich rejoint le Front de Harzburg en 1931. Lors de l'élection présidentielle du Reich de 1932, la direction de la Fédération rurale du Reich recommande de voter pour le leader national allemand du Stahlhelm Theodor Duesterberg ou Adolf Hitler, car Hindenburg ne se distance pas de son soutien au SPD.
Le 11 janvier 1933, la direction du RLB est reçue par Hindenburg et s'agite violemment contre le chancelier du Reich Kurt von Schleicher. Le président du Reich « ordonne » à Schleicher de soutenir davantage les grands agraires, mais il refuse. Cela joue un rôle décisif dans l’accession au pouvoir d’Hitler. Le transfert du pouvoir à Hitler le 30 janvier 1933 est salué par les dirigeants. L'hebdomadaire « Ostland » du RLB écrit dans son numéro 14 qu'avec l'unification des dirigeants du Mouvement national, le « l'esprit d'août 1914 » s'est à nouveau réveillé. La plus grande organisation agricole n'oppose aucune résistance à la synchronisation de l'agriculture et à son inclusion dans le Reichsnährstand.

## Présidents
- 1921-1924 : Gustav Roesicke (de) (directeur général)
- 1921-1930 : Karl Hepp (de)
- 1926-1928 : Eberhard von Kalckreuth (de)
- 1928-1930 : Martin Schiele (directeur général)
- 1930-1933 : Eberhard von Kalckreuth (directeur général)
- 1930-1933 : Heinrich Lind (de)
- 1931-1933 : Werner Willikens
- 1933 : Wilhelm Meinberg (de) (directeur général)

## Membres
Le nombre exact ne peut pas être déterminé, car le nombre d'associations affiliées varie et une distinction est également faite entre les membres à part entière et les membres supplémentaires. Selon ses propres données, il y aurait 5,6 millions de membres au plus fort de la période. Selon une publication personnelle indiquant le nombre de membres des associations affiliées, il y a environ 1 million de membres en 1923. D'autres données varient entre 0,8 et 1,7 million de membres.

## Associations affiliées (1928)
- Fédération rurale d'Anhalt (10 000 membres)
- Fédération rurale de Bade (40 000)
- Fédération des agriculteurs de Bavière (27 000)
- Fédération rurale de Brandebourg (de) (118 670)
- Fédération rurale de Brunswick (12 000)
- Fédération rurale de Dantzig (4000)
- Grenzmark-Sud (8800)
- Fédération rurale hanovrienne (aucune information)
- Fédération rurale des villes hanséatiques de Hambourg et Lübeck (2000)
- Fédération rurale de Hesse (25 744)
- Fédération rurale électorale de Hesse (40 000)
- Fédération rurale de Lippe (2500)
- Fédération rurale de la région de Lübeck (735)
- Fédération rurale de Mecklembourg-Schwerin (6180)
- Fédération rurale de Mecklembourg-Strelitz (6180)
- Communauté agricole de district de Nassau et de l'arrondissement de Wetzlar, Limbourg (30 000)
- Fédération rurale de Haute-Silésie (10 000)
- Fédération rurale d'Autriche (85 000) : Entré en tant qu'association autrichienne de la Fédération rurale allemande. En juin 1933, il met fin à son adhésion en raison de l'alignement du Reichslandbund sur le NSDAP[8].
- Fédération rurale d'Oldenbourg-Brême (14 799)
- Association agricole de Prusse-Orientale (46 000)
- Fédération rurale de Poméranie (140 000)
- Fédération rurale du Palatinat (15 000)
- Fédération rurale de Rhénanie (21 000)
- Fédération rurale de Saxe (de) (60 000)
- Fédération rurale de la province de Saxe (86 400)
- Fédération rurale de Silésie (75 000)
- Fédération rurale du Schleswig-Holstein (17 774)
- Fédération rurale de Thuringe (de) (41 150)
- Fédération rurale de Waldeck (3066)
- Fédération rurale de Westphalie (15 515)
- Fédération des agriculteurs et vignerons du Wurtemberg (de). Fédération des agriculteurs (40 000)

Source : Cerny/Fahlbusch